# Dizionario dell'omo salvatico
Il Dizionario dell'omo salvatico è un'opera letteraria degli scrittori italiani Giovanni Papini e Domenico Giuliotti. Pubblicata per i tipi di Vallecchi nel 1923, l'opera è una sorta di contro-enciclopedia della cultura, del pensiero e della letteratura europea. Il progetto iniziale si interruppe alle lettere A-B e l'opera non venne mai completata.

## Chi è l'Omo Salvatico
Nei secoli che vanno dal XV al XX l'Europa è stata attraversata, nell'ordine, da: Umanesimo, Protestantesimo, Rivoluzione industriale, rivoluzione filosofica e rivoluzione democratica. Tali avvenimenti hanno cambiato profondamente l'animo dell'uomo europeo.
L'Omo Salvatico è il cristiano, sopravvissuto nei boschi, che non è stato influenzato da nessuno di questi stravolgimenti culturali. 
Il modello di riferimento dell'opera fu la celebre Esegesi dei luoghi comuni dell'intellettuale cattolico francese Léon Bloy (1846-1917), anche lui convertitosi, come Papini, dall'anticlericalismo alla fede cattolica.
- Cleone
- Trimalcione
- Ser Ciappelletto
- Margutte
- Pantagruel
- Calibano
- Calandrino
- Cacasenno
- Conte di Culagna
- Sanson Carrasco
- Falstaff
- Till Ulenspiegel
- Simplicissimus
- Vanni Fucci
- Don Abbondio
- Joseph Prudhomme
- Jérôme Paturot
- Girella
- Gingillino
- Stenterello
- Homais
- Bouvard
- Tribulat Bonhomet
- Coquelet
- Pickwick
- Roi Ubu
- Cicikof
- Oronzo Marginati
- Trissotin[2]

L'elenco compare subito dopo il frontespizio.

## Contenuto
L'opera comprende solo il primo volume (A-B). Il testo è preceduto da: "Dodici avvisi dell'Omo Salvatico" (dedica "al lettore benigno", "ai lettori nemici", "al lettore pedante", "al lettore erudito", ecc.) e dalla presentazione dei "Complici dell'Omo Salvatico", ossia i personaggi che hanno contribuito alla stesura del Dizionario. Essi sono:
I complici dell'Omo Salvatico
1. Prof. Mediani (il conformista)
2. Cav. Deifobo Luciferini (l'anticlericale massone)
3. Comm. Quattrostomachi (il ricco epulone dei nostri tempi)
4. Dott. Enteroclismi (l'ateo materialista)
5. Rag. Consuntivi (la persona che non s'interessa di questioni filosofiche; le sue colonne portanti sono il Dare e l'Avere)
6. Avv. Pappagorgia (il notabile)
7. Teofilo Panciadoro (il vaso di coccio che ama stare coi vasi di ferro)
8. Cav. Paride Colossi (l'arrivista)
9. Prof. Eliodoro Sofopanti (si fa chiamare "professore" ma è solo capace di fare lunghi discorsi)
10. Fosco Raspanti (ottiene la fiducia degli altri, poi li raggira; buona reputazione sociale, ma in realtà è un furbacchione)
11. Euterpe Bellachiorba (poche letture ma buone, poche idee ma chiare)
12. Narciso Francatrippa (l'uomo partito dal nulla che si è fatto una posizione)
13. Prof. Peleo Pocosale (il travet)
14. Naborre Colafulmini ("da trent'anni è sulla breccia; ha avuto duelli, processi, assoluzioni, apoteosi")
15. Diomira Doppiopetto (la vedova allegra)
16. Signorina Fiorenza Tirummi (la "donna moderna")

Tutti questi personaggi abitano a Lonza e nella frazione Bagoghi, due immaginari paesini che rappresentano tutta l'Italia.
La voce «Bene qui làtuit, bene vixit» (massima di Ovidio) è scritta da Teofilo Panciadoro, il quale asserisce sicuro che "quando un'idea, espressa in tempi critici, ci può dare dei dispiaceri, è meglio tenerla in corpo".
Il "professore" Eliodoro Sofopanti è autore della voce «Bello». Al culmine del ragionamento sgorgano i seguenti interrogativi: "Tutto cambia, nulla è certo; l'impossibile è possibile? Il sogno è realtà? La realtà è sogno? L'uomo è vivo o è morto? Cammina con le mani? Cammina coi piedi? È lui che crea il mondo? È il mondo che crea lui?"
Il professor Mediani ha scritto la voce su «Beatrice». L'insegnante bacchetta Dante perché insidiò la giovinetta quando era ancora minorenne. Poi si perde in ricordi personali: "Anch'io, quand'ero in quinta ginnasiale, m'innamorai della figliola del tabaccaio e fu per colpa sua che cominciai a fumar le sigarette".
La voce su «Cesare Battisti» non poteva che essere scritta da Naborre Colafulmini, redattore capo del "Corriere di Lonza". Nel numero del 12 luglio 1922 è apparso un suo incisivo ritratto. Ecco l'incipit: "La religione dell'Unità italiana ha avuto il suo Cristo. C'è nel martirio di Cesare Battisti una santità di Calvario che turba ed esalta. Un sapore nazzareno possente". Titolo del pezzo: "Il Sacrificio di Cesare Battisti".
Il commendator Quattrostomachi è protagonista della voce «Banco» (nel senso dell'istituzione bancaria). Racconta di come si liberò di un questuante che lo attendeva ogni giorno all'uscita dell'istituto di credito dove conservava i suoi risparmi.
«Bacio» è scritta a più voci: per il dottor Enteroclismi (di professione dermatologo) il bacio "costituisce sempre un possibile veicolo d'infezione"; la vedova Parapetto invece ne sottolinea la romanticità e racconta quando avvenne il suo primo bacio, nell'estate del 1881; il cav. Deifobo Luciferini, da anticlericale convinto e militante, si diffonde sul bacio di Giuda, Teofilo Panciadoro, contento della sua vita così com'è, confessa di godersi le sue sostanze, "in attesa di chiudere gli occhi nel bacio del Signore".
Auto-da-fè viene spiegata da Euterpe Bellachiorba. Confondendo storia con pettegolezzo, asserisce che Giordano Bruno, Galileo Galilei e Dante Alighieri furono condannati a morte, incatramati e bruciati "perché non vollero passar da vigliacchi davanti agli inquisitori". 
Le voci non firmate sono da attribuire direttamente all'Omo Salvatico. Tra cui questa: «Barometro (politico)». Testo: "Le sue variazioni non sono determinate che da una maggiore o minore pressione di composita lordura". 
Papini e Giuliotti sottopongono a critica radicale l'età moderna nata dall'illuminismo: «All'Omo Salvatico sembra i due secoli (il '700 e l'800) siano stati egualmente nefasti. Uno ci dette Voltaire e l'altro Renan, che fu un Voltaire più dotto ma più ipocrita; il settecento ebbe il Terrore e l'ottocento la Comune; il primo scaraventò sul mondo l'Enciclopedia e il secondo i libri di Hegel, Haeckel e Nietzsche; uno inventò la democrazia e l'altro l'applicò fino alla nausea.»
Causa delle disgrazie dell'oggi è da ravvisarsi, secondo gli autori, nell'abbandono della fede cattolica e delle tradizioni antiche: l'illuminismo, infatti, «consisteva nell'avere spento (o tentato di spegnere) la luce che rifulse sul Thabor e che esce dalle pagine dell'Evangelo per illuminare la terra. I lumi del secolo furono poi le fiamme dei castelli bruciati e i fuochi delle guerre che ancora non sono spenti – né si potranno spegnere finché non si ritorni a quel fuoco che Gesù era venuto a mettere in terra.»
Come già aveva fatto Giuliotti in L'ora di Barabba, i due autori si pongono in una prospettiva di rigetto radicale del mondo, ancorandosi alla fede cattolica intransigente come unico faro di civiltà in un mondo che ai loro occhi, «non è più che l'anticamera dell'Inferno.»

## Edizioni moderne
- Domenico Giuliotti e Giovanni Papini, Dizionario dell'omo salvatico, vol. 1, Rimini, Il Cerchio, 2012, ISBN 978-88-8474-292-6.